# Agelena moschiensis
Agelena moschiensis là một loài nhện trong họ Agelenidae.
Loài này thuộc chi Agelena. Agelena moschiensis được Carl Friedrich Roewer miêu tả năm 1955.